# Tampico (Mexikó)
Tampico egy jelentős kikötőváros Mexikó Tamaulipas államának délkeleti részén. Lakossága 2010-ben megközelítette a 300 000 főt.

## Földrajz

### Fekvése
A város Tamaulipas állam délkeleti csücskében található, ott, ahol a Pánuco folyó a Mexikói-öbölbe torkollik. Tampico egybeépült Ciudad Madero városával is. Területe csaknem teljesen sík, csak néhány méteres szintkülönbségek fordulnak elő. A Veracruz államban található Pueblo Viejóval a folyón átívelő Tampico híd köti össze. Tampico nemzetközi repülőtérrel is rendelkezik.

### Éghajlat
A város éghajlata forró és nyáron–kora ősszel igen csapadékos. Minden hónapban mértek már legalább 33 °C-os hőséget, a rekord meghaladta a 43 °C-ot is. Az átlagos hőmérsékletek a januári 18,8 és az augusztusi 28,7 fok között váltakoznak, fagy rendkívül ritkán fordul elő. Az évi átlagosan 1137 mm csapadék időbeli eloszlása nagyon egyenetlen: a júniustól októberig tartó 5 hónapos időszak alatt hull az éves mennyiség közel 80%-a.
| Hónap                                   | Jan. | Feb. | Már. | Ápr. | Máj. | Jún. | Júl. | Aug. | Szep. | Okt. | Nov. | Dec. | Év   |
| --------------------------------------- | ---- | ---- | ---- | ---- | ---- | ---- | ---- | ---- | ----- | ---- | ---- | ---- | ---- |
| Rekord max. hőmérséklet (°C)            | 33,0 | 36,5 | 42,0 | 40,5 | 43,5 | 38,5 | 37,0 | 37,5 | 39,0  | 37,0 | 37,5 | 36,2 | 43,5 |
| Átlagos max. hőmérséklet (°C)           | 22,9 | 24,3 | 26,8 | 29,3 | 31,2 | 32,0 | 32,0 | 32,4 | 31,6  | 29,9 | 27,0 | 24,1 | 28,6 |
| Átlaghőmérséklet (°C)                   | 18,8 | 20,1 | 22,8 | 25,5 | 27,7 | 28,6 | 28,5 | 28,7 | 27,9  | 26,0 | 22,9 | 19,9 | 24,8 |
| Átlagos min. hőmérséklet (°C)           | 14,7 | 15,9 | 18,8 | 21,7 | 24,2 | 25,1 | 24,9 | 25,0 | 24,2  | 22,0 | 18,8 | 15,8 | 20,9 |
| Rekord min. hőmérséklet (°C)            | 1,0  | 3,0  | 8,0  | 12,0 | 15,2 | 19,5 | 20,0 | 19,5 | 16,5  | 9,0  | 6,0  | −1,5 | −1,5 |
| Átl. csapadékmennyiség (mm)             | 26   | 21   | 17   | 23   | 54   | 178  | 147  | 158  | 280   | 145  | 45   | 44   | 1137 |
| Forrás: Servicio Meteorológico Nacional |      |      |      |      |      |      |      |      |       |      |      |      |      |

## Népesség
A település népessége a közelmúltban majdnem folyamatosan növekedett:
| Év   | Lakosság |
| ---- | -------- |
| 1990 | 272 690  |
| 1995 | 278 933  |
| 2000 | 295 442  |
| 2005 | 303 635  |
| 2010 | 297 284  |

## Története
A település neve a vaszték nyelvből származik: a tam jelentése helye, a piko szóé pedig hód, a szóösszetétel („hódok helye”) az évszázadokkal ezelőtt még itt élő állatokra utal.
Az első Tampico egy vaszték falucska volt a Pánuco folyó déli partján, nagyjából ott, ahol ma Ciudad Cuauhtémoc található. A spanyolok megérkezése után, 1554. április 26-án alapították meg Luis de Velasco alkirály engedelmével a San Luis de Tampico nevű települést, ami 1560 körül már villa rangot is szerzett. A kalózok támadásai (például Laurens de Graaf 1684-es támadása) és egy 1738-as tűzvész miatt azonban a lakók a 18. század közepén mintegy két kilométerrel északabbra, a mai Tampico Alto területére költöztek át. Az új település, melyet szintén San Luis de Tampicónak neveztek, első utcáit 1754. január 15-én jelölték ki.
1749-ben létrejött Altamira városa, a vámhivatal viszont a közeli Pueblo Viejónak jutott, ezért az 1820-as évek elejére viták támadtak a települések lakói között. A Pueblo Viejó-iak meg akarták tartani a vámot, az altamiraiak viszont egy új települést akartak létrehozni a Pánuco partján egy új, nekik kedvező vámhivatallal. Előbbiek Manuel Gómez Pedrazához, utóbbiak az Ágoston császár ellen lázadást szító Antonio López de Santa Annához fordultak. Santa Anna engedélyezte, hogy új várost alapítsanak a Pánuco északi partján: ez 1823. április 12-én meg is történt, így jött létre a mai Tampico, eleinte Santa Anna Tampico, később Santa Anna de Tamaulipas néven.
1829-ben érintette a fiatal települést az Isidro Barradas-féle spanyol visszahódítási kísérlet hadjárata, 1847-ben pedig amerikai megszállók érkeztek a kikötőbe. Mivel előzőleg Santa Anna tábornok elrendelte a város kiürítését, ellenállásba nem ütköztek. A sietség azonban olyan nagy volt, hogy számos hadi felszerelést, amit nem tudtak magukkal vinni, kénytelenek voltak a folyóba dobni. Ez többekben olyan felháborodást keltett, hogy csaknem lázadás tört ki Santa Anna ellen.
Az 1859-es reformokat július 21-én hirdette ki Don Manuel Gardette, másnap pedig ennek örömére felvonulást, beszédeket, versfelolvasásokat és táncmulatságot is tartottak. 1861. március 28-án José Hernández és társai fellázadtak és harcba bocsátkoztak Juan José de la Garza kormányzó csapataival. Másnap a kormánycsapatok visszafoglalták a felkelők kezén levő Iturbide-erődöt. December 14-én érkezett meg a városba a védelemre kijelölt Santiago Tapia tábornok, aki bár eltávolíttatta a tüzérséget az erődökből, utána közös harcra szólított fel a hamarosan várhatóan megérkező idegen (francia, spanyol és angol) csapatok ellen. A franciák csak 1863 legelején kezdtek kikötni a városban, amit a mexikóiak január 13-án ki is ürítettek. Éveken át tartott ezután a háború, az idegen megszállók csak 1866-ban távoztak a városból.
1871. május 2-án a tampicói helyőrség fellázadt Benito Juárez kormánya ellen, ám hamarosan a felkelést a kormányerők leverték. Az ostrom során azonban megsemmisült többek között a Casamata erőd is.
A forradalom 1910. november 22-én érte el a várost, amikor Alberto Carrera Torres professzor szólalt fel a San Luis-terv mellett. 1913. április 9-én a huertisták bebörtönözték León F. Gual és Manuel Caballero önkormányzati regidorokat. 1914. április 9-én történt meg az úgynevezett tampicói incidens, amikor 7 amerikai tengerész ki akart kötni üzemanyagvételezés céljából, ám a helyiek foglyul ejtették őket. Május 13-án került a város véglegesen a forradalmárok kezére.

## Turizmus, látnivalók
Mivel a város csak a 19. század első felében települt, sok évszázados műemlékei nincsenek, mindössze néhány régészeti terület. Nagyon sok emlékművet emeltek viszont városszerte az országos és helyi hírességek számára. 1923-ban készült a függetlenségi háború emlékműve, amit Miguel Hidalgo szobra és José Mariano Jiménez, Juan Aldama, Ignacio Allende és Josefa Ortiz de Domínguez mellszobrai alkotnak (de Hidalgo 1983-ban külön szobrot is kapott). Ugyanebben az évben, az alapítás századik évfordulóján készült az első telepesek sast ábrázoló emlékműve. 1953-ban avattak emlékművet José María Morelos függetlenségi harcosnak és mellszobrot Isauro Alfaro Oterónak, 1975-ben a francia megszállók ellen harcoló Pedro José Méndez tábornoknak, 1982-ben a város újjáalapítóinak, 1985-ben pedig Francisco Ignacio Maderónak készült szobra. Maderóról megemlékezik az 1983-ban készült forradalmi emlékmű is, csakúgy, mint Venustiano Carranzáról és Emiliano Zapatáról. 1973-ban zászlóemlékművet is emeltek, valamint található még szobor Benito Juárez, Lázaro Cárdenas, a Gyermekhősök (Niños Héroes), Jesús García Corona, Adolfo López Mateos, valamint az anyák emlékére is.